# Thomas Austin Murphy
Thomas Austin Murphy (* 11. Mai 1911 in Baltimore, USA; † 17. November 1991) war Weihbischof in Baltimore.

## Leben
Thomas Austin Murphy empfing am 10. Juni 1937 das Sakrament der Priesterweihe.
Am 19. Mai 1962 ernannte ihn Papst Johannes XXIII. zum Titularbischof von Appiaria und zum Weihbischof in Baltimore. Der Apostolische Delegat in den Vereinigten Staaten, Erzbischof Egidio Vagnozzi, spendete ihm am 3. Juli desselben Jahres die Bischofsweihe; Mitkonsekratoren waren der Bischof von Richmond, John Joyce Russell, und der Bischof von Wilmington, Michael William Hyle.
Am 29. Mai 1984 trat Thomas Austin Murphy als Weihbischof in Baltimore zurück.